# Пограничний 1-й
Пограни́чний 1-й (рос. Пограничный 1-й) — селище у складі Приаргунського округу Забайкальського краю, Росія.

## Історія
Селище Пограничний 2-й засноване 2013 року шляхом виділення зі складу селища Пограничний. 2018 року перейменоване в сучасну назву.